# (336694) Fey
(336694) Fey est un astéroïde de la ceinture principale.

## Description
(336694) Fey est un astéroïde de la ceinture principale. Il fut découvert le 8 janvier 2010 aux États-Unis par le programme WISE. Il présente une orbite caractérisée par un demi-grand axe de 3,18 UA, une excentricité de 0,06 et une inclinaison de 8,7° par rapport à l'écliptique.

## Compléments